# Oswald Goetz
Oswald Goetz (geboren 23. November 1896 in Hamburg; gestorben 16. Oktober 1960 in New York City) war ein deutsch-amerikanischer Kunsthistoriker.

## Leben
Oswald Goetz war Soldat im Ersten Weltkrieg und schied als Kriegsinvalide aus. Er studierte Kunstgeschichte am Kunstgeschichtlichen Institut in Frankfurt am Main, unter anderem bei Rudolf Kautzsch, und wurde 1921 mit einer Dissertation über François de Cuvilliés d. Ä. promoviert. Goetz war danach Assistent des Direktors des Städel in Frankfurt Georg Swarzenski und konnte dies auch nach der Machtergreifung der Nationalsozialisten 1933 noch für eine Zeit lang bleiben, da die Städelstiftung sich der direkten Einmischung durch die Frankfurter Nationalsozialisten zu widersetzen verstand. Im Jahre 1938 wurde Goetz schließlich wegen seiner jüdischen Herkunft entlassen und emigrierte in die USA. Von 1940 bis 1951 arbeitete er als Kurator am Art Institute of Chicago und ging anschließend zum Auktionshaus Parke-Bernet, in dem er zum Assistant Vice-President aufstieg.

## Schriften (Auswahl)

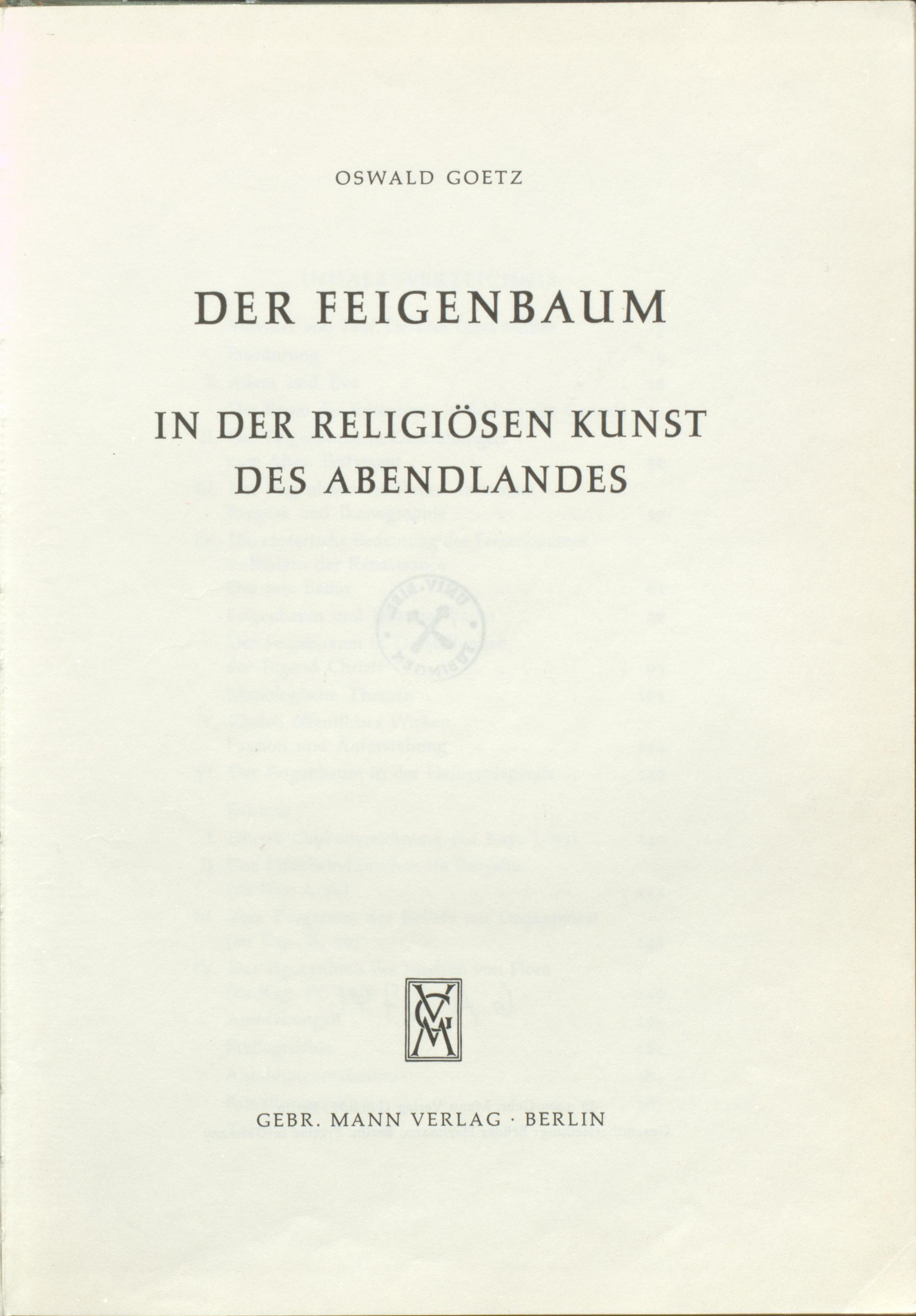
Der Feigenbaum (1965)

- François de Cuvilliés : Ein Beitrag zur Geschichte der süddeutschen Ornamentik im 18. Jahrhundert. Frankfurt, Phil. Diss., 1925
- Blumen und Tiere : Aquarelle alter und neuer Meister. W. Andermann, Königstein im Taunus 1923
- Meisterbildnisse des sechzehnten Jahrhunderts. W. Andermann, Königstein im Taunus 1924
- Führer durch das Städelsche Kunstinstitut. Städelsches Kunstinstitut, Frankfurt a. M. 1936
- mit Ulrich Middeldorf: Medals and plaquettes from the Sigmund Morgenroth Collection. Art Institute of Chicago, Chicago 1943
- mit Meyric R. Rogers: Handbook to the Lucy Maud Buckingham Medieval Collection. Art Institute of Chicago, Chicago 1945
- (Hrsg.): Beiträge für Georg Swarzenski zum 11. Januar 1951. Mann, Berlin 1951
- Der Feigenbaum in der religiösen Kunst des Abendlandes. Mann, Berlin 1965